# Daniel Lung
Daniel Lung (n. 3 octombrie 1987, Satu Mare, România) este un fotbalist român retras din activitate, care a jucat pe post de fundaș central la echipe ca Sportul Studențesc, Metaloglobus și Rapid.